# Фоса (Л'Аквила)
Фоса (итал. Fossa) је насеље у Италији у округу Л'Аквила, региону Абруцо.
Према процени из 2011. у насељу је живело 546 становника. Насеље се налази на надморској висини од 661 м.